# Sinefrina
La sinefrina è una molecola utilizzata per la perdita di peso, sebbene la sua reale efficacia sia del tutto dubbia.
È una sostanza contenuta nell'arancia amara (Citrus aurantium) e ha un'attività simpaticomimetica. Sembra che la sinefrina interagisca con i recettori B3 adrenergici, localizzati nel tessuto adiposo bruno. L'attivazione dei recettori porta al consumo dell'adipe, che viene convertito in calore, da cui l'attività termogenica della sinefrina. È però da evidenziare che solo nei neonati l'adipe bruna costituisce una porzione rilevante del tessuto adiposo corporeo, mentre nell'adulto le quote sono del tutto trascurabili e insufficienti a determinare un rilevante calo ponderale.
In Italia è autorizzata dal Ministero della Salute la produzione di integratori a base di Citrus aurantium; la quantità di sinefrina non può superare i 30 mg totali se presente al 10%. Lo stesso Ministero, nell'elenco delle piante ammesse alla produzione, indica il Citrus aurantium come utile per la motilità intestinale più che per il controllo del peso corporeo.